# Moncton Golden Flames
Die Moncton Golden Flames waren ein kanadisches Eishockeyfranchise der American Hockey League aus Moncton, New Brunswick. Die Spielstätte der Flames war das Moncton Coliseum. 

## Geschichte
Nach der Saison 1983/84 wurden die Moncton Alpines von den Calgary Flames aufgekauft und in Moncton Golden Flames umbenannt. Die Mannschaft war von 1984 bis 1987 insgesamt drei Jahre lang in der American Hockey League als Farmteam der Calgary Flames und Boston Bruins existent. Der größte Erfolg für die Flames war das Erreichen der zweiten Playoffrunde im Spieljahr 1985/86, in der man allerdings den Adirondack Red Wings mit 1:4 in der Best-of-Seven-Serie unterlag. In der Saison 1984/85 konnte man sich nicht für die Playoffs qualifizieren. Während in der Spielzeit 1986/87 immerhin noch die erste Playoffrunde erreicht wurde, in der man erneut den Adirondack Red Wings unterlag (2:4 in der Best-of-Seven-Serie). 
Die Moncton Golden Flames wurden 1987 aufgelöst und durch die Moncton Hawks, das Farmteam der Winnipeg Jets, ersetzt.

## Saisonstatistik
Abkürzungen: GP = Spiele, W = Siege, L = Niederlagen, T = Unentschieden, OTL = Niederlagen nach Overtime SOL = Niederlagen nach Shootout, Pts = Punkte, GF = Erzielte Tore, GA = Gegentore, PIM = Strafminuten
| Saison  | GP  | W   | L   | T  | OTL | SOL | Pts | GF  | GA  | Platz     | Playoffs                                                                                  |
| 1984/85 | 80  | 32  | 40  | 8  | —   | —   | 72  | 291 | 300 | 6., North | nicht qualifiziert                                                                        |
| 1985/86 | 80  | 34  | 34  | 12 | —   | —   | 80  | 294 | 307 | 3., North | 1. Runde: Sieg, 4:1 gg. Maine Mariners 2. Runde: Niederlage, 1:4 gg. Adirondack Red Wings |
| 1986/87 | 80  | 43  | 31  | —  | 6   | —   | 92  | 338 | 315 | 3., North | 1. Runde: Niederlage, 2:4 gg. Adirondack Red Wings                                        |
| Gesamt  | 240 | 109 | 105 | 20 | 6   | —   | 244 | 923 | 922 |           | 2 Playoff-Teilnahmen 3 Serien: 1 Sieg, 2 Niederlagen 16 Spiele: 7 Siege, 9 Niederlagen    |

## Team-Rekorde

### Karriererekorde
Spiele: 198  Dale DeGray
Tore: 50  Brett Hull
Assists: 99  Mark Lamb
Punkte: 148  Mark Lamb
Strafminuten: 629  Peter Jankovic

## Bekannte ehemalige Spieler
- Brett Hull